# Cyhra
Cyhra (Eigenschreibweise: CyHra) ist eine schwedische Alternative-Metal-Band aus Göteborg.

## Geschichte
Die Band wurde im Jahre 2016 vom Sänger Joacim „Jake E.“ Lundberg und dem Gitarristen Jesper Strömblad gegründet. Lundberg war zuvor einer von drei Sängern der Band Amaranthe. In den letzten Jahren hatte er jedoch immer mehr das Gefühl, zu einem Backgroundsänger degradiert worden zu sein, da die Sängerin Elize Ryd immer mehr in den Vordergrund rückte. Im Februar 2017 verließ Lundberg die Band. Jesper Strömblad verließ im Jahre 2010 die Band In Flames, um seine Alkoholabhängigkeit zu bekämpfen. Zwischenzeitlich gehörte er der Band The Resistance an. Beide Musiker kannten sich schon seit längerem, da Lundberg als Pyrotechniker für In Flames gearbeitet hat. Bei einem Kaffee unterhielten sich Lundberg und Strömblad über ihre musikalische Zukunft. Beide planten ein Soloalbum, bevor Strömblad vorschlug, gemeinsam eine neue Band zu gründen. Bassist wurde mit Peter Iwers ein weiteres ehemaliges Mitglied von In Flames. Lundberg und Strömblad luden ihn ein und spielten ihm einige Demos vor, woraufhin sich Iwers dem Duo anschloss. Schlagzeuger wurde der Deutsche Alex Landenburg, der zuvor bei Luca Turilli’s Rhapsody und Mekong Delta spielte.
Der Bandname Cyhra ist abgeleitet vom persischen Vornamen Cyra, der so viel wie Mond bedeutet und einen Kreislauf von Erneuerungen andeuten soll. Schon kurze Zeit nach der Bandgründung würde Cyhra vom finnischen Plattenlabel Spinefarm Records unter Vertrag genommen. Mit den Produzenten Jakob Herrmann und Roberto Lahgi nahm die Band in Göteborg und New York City ihr Debütalbum auf, das von Jacob Hansen gemischt wurde. Zwischenzeitlich stieg mit Euge Valovirta ein zweiter Gitarrist in die Band ein. Valovirta spielte vorher bei der schwedischen Band Shining und war bereits an den Aufnahmen zum Album beteiligt. Laut Jake E. Lundberg durfte Valovirta allerdings aus „vertraglichen Gründen“ nicht als offizielles Bandmitglied geführt werden, sondern musste erst seinen Ausstieg bei Shining abwarten. Letters to Myself wurde am 20. Oktober 2017 veröffentlicht und stieg auf Platz 44 der schwedischen Albumcharts ein. Eine Woche später spielten Cyhra in Helsinki ihr erstes Konzert.
Nach einer Tour durch Nordamerika im Vorprogramm von Kreator und Sabaton stieg Anfang Mai 2018 der Bassist Peter Iwers aus. Zunächst wollte die Band einen Nachfolger suchen, beließen es dann aber bei einem „Mr. Asus“ genannten Computer. Bei den Metal Hammer Awards 2018 wurde Letters to Myself in der Kategorie Bestes Debütalbum nominiert. Der Preis ging jedoch an die Band Phil Campbell and the Bastard Sons. Danach nahm die Band ihr zweites Studioalbum auf, dass von Jacob Hansen produziert wurde. Aus familiären Gründen setzte Jesper Strömblad bei den Konzerten im Dezember 2018 aus. Als Ersatzmann half Marcus Junesson von der Band Engel aus. Im August 2019 unterschrieb die Band einen neuen Plattenvertrag bei Nuclear Blast Records und veröffentlichten am 15. November 2019 das zweite Studioalbum No Halos in Hell. Das Album wurde von Jacob Hansen produziert.

## Diskografie

### Alben
| Jahr | Titel Musiklabel                  | Höchstplatzierung, Gesamtwochen, AuszeichnungChartsChartplatzierungen (Jahr, Titel, Musiklabel, Platzierungen, Wochen, Auszeichnungen, Anmerkungen) | Anmerkungen                             |
| Jahr | Titel Musiklabel                  | SE | Anmerkungen                             |
| ---- | --------------------------------- | --- | --------------------------------------- |
| 2017 | Letters to Myself Nuclear Blast   | SE44 (1 Wo.)SE | Erstveröffentlichung: 20. Oktober 2017  |
| 2019 | No Halos in Hell Nuclear Blast    | — | Erstveröffentlichung: 15. November 2019 |
| 2023 | The Vertigo Trigger Nuclear Blast | — | Erstveröffentlichung: 18. August 2023   |

### Musikvideos
- 2017: Karma
- 2018: Heartrage
- 2019: Out of My Life
- 2020: Dreams Gone Wrong

## Auszeichnungen
Metal Hammer Awards
| Jahr | Kategorie         | für               | Resultat  |
| ---- | ----------------- | ----------------- | --------- |
| 2018 | Bestes Debütalbum | Letters to Myself | Nominiert |